# Tritonia odhneri
Tritonia odhneri is een slakkensoort uit de familie van de Tritoniidae. De wetenschappelijke naam van de soort is voor het eerst geldig gepubliceerd in 1959 door Er. Marcus.